# Mysmenopsis kochalkai
Espèce
Mysmenopsis kochalkai est une espèce d'araignées aranéomorphes de la famille des Mysmenidae.

## Distribution
Cette espèce est endémique du département de Magdalena en Colombie,. Elle se rencontre dans la Sierra Nevada de Santa Marta.

## Description
Le mâle holotype mesure 1,55 mm et la femelle paratype 1,47 mm.

## Étymologie
Cette espèce est nommée en l'honneur de John A. Kochalka.

## Publication originale
- Platnick & Shadab, 1978 : A review of the spider genus Mysmenopsis (Araneae, Mysmenidae). American Museum Novitates, no 2661, p. 1-22 (texte intégral).